# Skobeleve, Kazanka
Skobeleve (în ucraineană Скобелеве) este localitatea de reședință a comunei Skobeleve din raionul Kazanka, regiunea Mîkolaiiv, Ucraina.

## Demografie
Componența lingvistică a localității Skobeleve
     Ucraineană (93,72%)
     Rusă (3,35%)
     Română (2,93%)
Conform recensământului din 2001, majoritatea populației localității Skobeleve era vorbitoare de ucraineană (93,72%), existând în minoritate și vorbitori de rusă (3,35%) și română (2,93%).